# Campillo (Cantabria)
Campillo es un barrio del municipio de Selaya (Cantabria, España). En el año 2008 contaba con una población de 73 habitantes (INE), todos ellos diseminados. La localidad se encuentra situada a 450 metros de altitud sobre el nivel del mar, y a 5 kilómetros de distancia de la capital municipal, Selaya.
Está en la subida al Alto del Caracol (815 m) y en este lugar se pueden encontrar buenos ejemplos de cabañas pasiegas. Cerca del pueblo hay un mirador.